# Album de famille (film, 2016)
Pour les articles homonymes, voir Album de famille.
Pour plus de détails, voir Fiche technique et Distribution.
Album de famille (Albüm) est un film turc réalisé par Mehmet Can Mertoğlu, sorti en 2016.

## Synopsis
Un couple turc de la classe moyenne va faire appel à l'adoption mais tient à le garder secret.

## Fiche technique
- Titre : Album de famille
- Titre original : Albüm
- Réalisation : Mehmet Can Mertoğlu
- Scénario : Mehmet Can Mertoğlu
- Photographie : Marius Panduru
- Montage : Ayhan Ergürsel et Mehmet Can Mertoğlu
- Production : Eytan Ipeker et Yoel Meranda
- Société de production : Kamara, Antalya Aquarium, Arte France Cinéma, Asap Films, Melodika et Parada Film
- Société de distribution : Le Pacte (France)
- Pays :  Turquie,  France et  Roumanie
- Genre : comédie dramatique
- Durée : 105 minutes
- Dates de sortie : 
  - Turquie : 4 novembre 2016
  - France : 3 mai 2017

## Distribution
- Sebnem Bozoklu : Bahar Bahtiyaroglu
- Murat Kiliç : Cüneyt Bahtiyaroglu
- Muttalip Mujdeci : le chef de la police
- Zuhal Gencer : Mme. Emine
- Müfit Kayacan : Cemal Serbest
- Riza Akin : Rifat
- Mihriban Er : Selma
- Sencar Sagdic : Ihsan Yazici
- Binnaz Ekren : Saadet
- Cem Zeynel Kiliç : Yasin
- Ayhan Ergürsel : Whacko

## Distinctions
Lors du festival du film de Sarajevo, le film a remporté le Cœur de Sarajevo du meilleur film, le prix Cineuropa et le prix C.I.C.A.E.